# Martin Eric Clapton Signature Series
Martin Eric Clapton Signature Series ist eine Akustikgitarren-Serie des US-amerikanischen Gitarrenherstellers C. F. Martin & Co., der Eric Clapton nach dem weltweit enormen Erfolgs des Albums Unplugged die erste Signatur-Akustikgitarre der Welt widmete.

## Geschichte und Charakteristika
Nachdem Clapton bereits ab den 1970er Jahren Martin-Gitarren der Bauarten 000-28 und 000-42 live und im Studio benutzte, wurde er für die Verwendung der Akustikgitarre 1992 mit seinem Album Unplugged bekannt.
Clapton-Signature-Gitarren wurden auch in der Baureihe 000-45 und damit in drei verschiedenen Baureihen gebaut. Merkmale eines Instruments der Martin Eric Clapton Signature Series ist entweder die Clapton-Unterschrift im Griffbrett oder bei limitierten Auflagen Sonderbezeichnungen wie Bellezza Bianca, Bellezza Bianca, ECHF oder das Crossroads-Centre-Logo.

## Trivia
Clapton verwendet seit 1994 die Akustikgitarren, die ihm persönlich von Artist Buildern von Martin hergestellt werden.

## Modellübersicht
| Jahre      | Modell                           | Lackierung        | Preis     | Auflage   | Anmerkungen                              |
| ---------- | -------------------------------- | ----------------- | --------- | --------- | ---------------------------------------- |
| 1995–1995  | 000-42EC                         | Natural           | $ 9.000   | 461 Stück | Erstes Modell der Signatur-Reihe         |
| 1996–heute | 000-28EC                         | Natural, Sunburst | $ 4.799   | —         | Standardmodell                           |
| 2000–2000  | 000-42ECB                        | Natural           | $ 19.000  | 200 Stück | 000-42-Bauform mit Bahia-Rosenholz       |
| 2002–2002  | 000-28ECB                        | Natural, Sunburst | $ 7.500   | 500 Stück | 000-28-Bauform mit Bahia-Rosenholz       |
| 2004–2005  | 000-ECHF Bellezza Nera           | Schwarz           | $ 5.400   | 476 Stück | in Zusammenarbeit mit Hiroshi Fujiwara   |
| 2006–2006  | 000-ECHF Bellezza Bianca         | Weiß              | $ 4.995   | 410 Stück | in Zusammenarbeit mit Hiroshi Fujiwara   |
| 2008–2009  | 000-28MEC                        | Natural, Sunburst | $ 6.800   | 461 Stück | 000-28-Bauform mit Madagaskar-Palisander |
| 2008–2009  | 000-42MEC                        | Natural, Sunburst | $ 12.499  | 250 Stück | 000-42-Bauform mit Madagaskar-Palisander |
| 2013–2013  | OM-ECHF Navy Blues               | Dunkelblau        | $ 6.999   | 181 Stück | in Zusammenarbeit mit Hiroshi Fujiwara   |
| 2013–2013  | 000-28EC “Crossroads” Madagascar | Natural           | $ 5.999   | 150 Stück | 000-42-Bauform mit Madagaskar-Palisander |
| 2013–2013  | 000-45EC “Crossroads” Madagascar | Natural           | $ 12.999  | 55 Stück  | 000-45-Bauform mit Madagaskar-Palisander |
| 2013–2013  | 000-45EC “Crossroads” Brazilian  | Natural           | $ 49.999  | 18 Stück  | 000-45-Bauform mit Bahia-Rosenholz       |
| 2013–2014  | 000-42K “Goro”                   | Natural           | $ 131.250 | 39 Stück  | 000-42-Bauform mit Koa-Akazienholz       |
| 2018–2020  | 000-42EC-Z “Crossroads” Ziricote | Natural           | $ 15.699  | 50 Stück  | 000-42-Bauform mit Cordia dodecandra     |